# Tjeckoslovakien i olympiska sommarspelen 1980
Tjeckoslovakien deltog i de olympiska sommarspelen 1980 med en trupp bestående av 209 deltagare, 162 män och 47 kvinnor, vilka deltog i 114 tävlingar i 21 sporter. Landet slutade på trettonde plats i medaljligan, med två guldmedaljer och 14 medaljer totalt.

## Medaljer
| Medalj | Namn                                                       | Sport         | Gren                     |
| ------ | ---------------------------------------------------------- | ------------- | ------------------------ |
| 1      | Tjeckoslovakiens herrlandslag i fotboll                    | Fotboll       | Herrarnas turnering      |
| 1      | Ota Zaremba                                                | Tyngdlyftning | 100 kg                   |
| 2      | Imrich Bugár                                               | Friidrott     | Herrarnas diskus         |
| 2      | Jarmila Kratochvílová                                      | Friidrott     | Damernas 400 meter       |
| 2      | Tjeckoslovakiens damlandslag i landhockey                  | Landhockey    | Damernas turnering       |
| 3      | Ján Franek                                                 | Boxning       | Lätt mellanvikt          |
| 3      | Dan Karabin                                                | Brottning     | Weltervikt, fristil      |
| 3      | Július Strnisko                                            | Brottning     | Tungvikt , fristil       |
| 3      | Teodor Černý Martin Penc Jiří Pokorný lgor Sláma           | Cykling       | Herrarnas lagförföljelse |
| 3      | Michal Klasa Vlastibor Konečný Alipi Kostadinov Jiří Škoda | Cykling       | Herrarnas lagtempolopp   |
| 3      | Jiří Tabak                                                 | Gymnastik     | Herrarnas ringar         |
| 3      | Vladimír Kocman                                            | Judo          | Tungvikt                 |
| 3      | Zdenek Pecka och Václav Vochoska                           | Rodd          | Herrarnas dubbelsculler  |
| 3      | Dušan Poliačik                                             | Tyngdlyftning | 82,5 kg                  |

## Basket
Herrar
Gruppspel
| Nr | Lag             | S | V | O | F | GM  | IM  | MS   | P |
| -- | --------------- | - | - | - | - | --- | --- | ---- | - |
| 1  | Sovjetunionen   | 3 | 3 | 0 | 0 | 321 | 235 | +86  | 6 |
| 2  | Brasilien       | 3 | 2 | 0 | 1 | 297 | 235 | +62  | 5 |
| 3  | Tjeckoslovakien | 3 | 1 | 0 | 2 | 285 | 236 | +49  | 4 |
| 4  | Indien          | 3 | 0 | 0 | 3 | 194 | 391 | −197 | 3 |

## Boxning
Fjädervikt
- Miroslav Šándor
  1. Första omgången — Bye
  2. Andra omgången — Förlorade mot Dejan Marovic (Jugoslavien) på poäng (0-5)

## Bågskytte
Damernas individuella tävling
- Zdeňka Padevětová — 2405 poäng (→ 4:e plats)
- Jitka Dolejší — 2219 poäng (→ 20:e plats)

Herrarnas individuella tävling
- František Hadaš — 2305 poäng (→ 24:e plats)

## Cykling
Herrarnas linjelopp
- Jiří Škoda
- Vlastibor Konečný
- Ladislav Ferebauer
- Michal Klasa

Herrarnas lagtempolopp
- Michal Klasa
- Vlastibor Konečný
- Alipi Kostadinov
- Jiří Škoda

Herrarnas sprint
- Anton Tkáč

Herrarnas tempolopp
- Petr Kocek

Herrarnas förföljelse
- Martin Penc

Herrarnas lagförföljelse
- Teodor Černý
- Martin Penc
- Jiří Pokorný
- Igor Sláma

## Fotboll
Herrar
Gruppspel
|                 | Spelade | Vinster | Oavgjorda | Förluster | Gjorda mål | Insläppta mål | Poäng |
| --------------- | ------- | ------- | --------- | --------- | ---------- | ------------- | ----- |
| Tjeckoslovakien | 3       | 1       | 2         | 0         | 4          | 1             | 4     |
| Kuwait          | 3       | 1       | 2         | 0         | 4          | 2             | 4     |
| Colombia        | 3       | 1       | 1         | 1         | 2          | 4             | 3     |
| Nigeria         | 3       | 0       | 1         | 2         | 2          | 5             | 1     |

Slutspel
|  | Kvartsfinal              | Kvartsfinal           |                         |   | Semifinal               | Semifinal               |   |  | Final | Final |
|  |                          |                       |                         |   |                         |                         |   |  |       |       |
|  | 27 juli 1980 - Moskva    |                       |                         |   |                         |                         |   |  |       |       |
|  |                          |                       |                         |   |                         |                         |   |  |       |       |
|  | Sovjetunionen            | 2                     |                         |   |                         |                         |   |  |       |       |
|  | Sovjetunionen            | 2                     | 29 juli 1980 - Moskva   |   |                         |                         |   |  |       |       |
|  | Kuwait                   | 1                     |                         |   |                         |                         |   |  |       |       |
|  | Kuwait                   | 1                     | Östtyskland             | 1 |                         |                         |   |  |       |       |
|  | 27 juli 1980 - Kiev      |                       | Östtyskland             | 1 |                         |                         |   |  |       |       |
|  |                          | Sovjetunionen         | 0                       |   |                         |                         |   |  |       |       |
|  | Östtyskland              | Sovjetunionen         | 0                       | 4 |                         |                         |   |  |       |       |
|  | Östtyskland              |                       | 2 augusti 1980 - Moskva | 4 |                         |                         |   |  |       |       |
|  | Irak                     | 0                     |                         |   |                         |                         |   |  |       |       |
|  | Irak                     | 0                     | Tjeckoslovakien         | 1 |                         |                         |   |  |       |       |
|  | 27 juli 1980 - Leningrad |                       | Tjeckoslovakien         | 1 |                         |                         |   |  |       |       |
|  |                          | Östtyskland           | 0                       |   |                         |                         |   |  |       |       |
|  | Tjeckoslovakien          | Östtyskland           | 0                       | 3 |                         |                         |   |  |       |       |
|  | Tjeckoslovakien          | 29 juli 1980 - Moskva |                         | 3 |                         |                         |   |  |       |       |
|  | Kuba                     | 0                     |                         |   |                         |                         |   |  |       |       |
|  | Kuba                     | 0                     | Tjeckoslovakien         | 2 | Bronsmatch              | Bronsmatch              |   |  |       |       |
|  | 27 juli 1980 - Minsk     |                       | Tjeckoslovakien         | 2 | Bronsmatch              | Bronsmatch              |   |  |       |       |
|  |                          | Jugoslavien           | 0                       |   | 1 augusti 1980 - Moskva | 1 augusti 1980 - Moskva |   |  |       |       |
|  | Jugoslavien              | Jugoslavien           | 0                       | 3 | 1 augusti 1980 - Moskva | 1 augusti 1980 - Moskva |   |  |       |       |
|  | Jugoslavien              |                       |                         |   |                         | Sovjetunionen           | 2 |  |       |       |
|  | Algeriet                 | 0                     |                         |   |                         | Sovjetunionen           | 2 |  |       |       |
|  | Algeriet                 | 0                     | Jugoslavien             | 0 |                         |                         |   |  |       |       |
|  |                          |                       | Jugoslavien             | 0 |                         |                         |   |  |       |       |

## Friidrott
Herrarnas 1 500 meter
- Jozef Plachý
  - Heat — 3:44,4
  - Semifinal — 3:40,4
  - Final — 3:40,7 (→ 6:e plats)

Herrarnas 5 000 meter
- Jiří Sýkora
  - Heat — 13:43,1
  - Semifinal — 13:31,0
  - Final — 13:25,0 (→ 9:e plats)

Herrarnas 10 000 meter
- Jiří Sýkora
  - Heat — 29:19,8 (→ gick inte vidare)

Herrarnas maraton
- Vlastimil Zwiefelhofer
  - Final — fullföljde inte (→ ingen placering)

- Josef Janska
  - Final — fullföljde inte (→ ingen placering)

Herrarnas 4 x 400 meter stafett
- Josef Lomický, Dušan Malovec, František Břečka och Karel Kolář
  - Heat — 3:03,5
  - Final — 3:07,0 (→ 7:e plats)

Herrarnas 110 meter häck
- Július Ivan
  - Final — fullföljde inte (→ ingen placering)

Herrarnas 3 000 meter hinder
- Dušan Moravčík
  - Heat — 8:33,4
  - Semifinal — 8:28,0
  - Final — 8:29,1 (→ 10:e plats)

Herrarnas längdhopp
- Jan Leitner
  - Kval — 7,68 m (→ gick inte vidare)

Herrarnas diskuskastning
- Imrich Bugár
  - Kval — 65,08 m
  - Final — 66,38 m (→  Silver)

Herrarnas släggkastning
- Jiří Chamrád
  - Kval — 69,38 m
  - Final — 68,16 m (→ 12:e plats)

Herrarnas kulstötning
- Jaromír Vlk
  - Kval — 19,69 m
  - Final — 20,24 m (→ 7:e plats)

Herrarnas 20 km gång
- Pavol Blažek
  - Final — 1:35:30,8 (→ 14:e plats)

- Jozef Pribilinec
  - Final — 1:42:52,4 (→ 20:e plats)

- Juraj Benčík
  - Final — DSQ (→ ingen placering)

Herrarnas 50 km gång
- Pavol Blažek
  - Final — 4:16:26 (→ 10:e plats)

- Juraj Benčík
  - Final — 4:27:39 (→ 13:e plats)

- Jaromír Vaňous
  - Final — DSQ (→ ingen placering)

Damernas längdhopp
- Jarmila Nygrýnová
  - Kval — 6,58 m
  - Final — 6,83 m (→ 6:e plats)

Damernas diskuskastning
- Zdena Bartoňová
  - Kval — 59,48 m
  - Final — 57,78 m (→ 11:e plats)

Damernas kulstötning
- Zdena Bartoňová
  - Final — 18,40 m (→ 10:e plats)

Damernas femkamp
- Marcela Koblasová — 4328 poäng (→ 11:e plats)
  1. 100 meter — 14,10s
  2. Kulstötning — 13,42m
  3. Höjdhopp — 1,71m
  4. Längdhopp — 6,15m
  5. 800 meter — 2:20,30

## Fäktning
Herrarnas florett
- Jaroslav Jurka
- František Koukal

Herrarnas värja
- Jaroslav Jurka
- Oldřich Kubišta
- Jiří Douba

Herrarnas lagtävling i värja
- Jaroslav Jurka, Jaromír Holub, Jiří Douba, Jiří Adam, Oldřich Kubišta

Damernas florett
- Katarína Lokšová-Ráczová

## Handboll
Damer
| Rank | Lag               | Pld | W | D | L | GF  | GA  | Poäng |  | Sovjetunionen | Socialistiska federativa republiken Jugoslavien | Östtyskland | Ungern | Tjeckoslovakien |       |
| ---- | ----------------- | --- | - | - | - | --- | --- | ----- |  | ------------- | ----------------------------------------------- | ----------- | ------ | --------------- | ----- |
| 1    | Sovjetunionen     | 5   | 5 | 0 | 0 | 99  | 52  | 10    |  | X             | 18:9                                            | 18:13       | 16:12  | 17:7            | 30:11 |
| 2    | Jugoslavien       | 5   | 3 | 1 | 1 | 107 | 67  | 7     |  | 9:18          | X                                               | 15:15       | 19:10  | 25:15           | 39:9  |
| 3    | Östtyskland       | 5   | 3 | 1 | 1 | 91  | 58  | 7     |  | 13:18         | 15:15                                           | X           | 19:9   | 16:10           | 28:6  |
| 4    | Ungern            | 5   | 1 | 1 | 3 | 80  | 74  | 3     |  | 12:16         | 10:19                                           | 9:19        | X      | 10:10           | 39:10 |
| 5    | Tjeckoslovakien   | 5   | 1 | 1 | 3 | 65  | 78  | 3     |  | 7:17          | 15:25                                           | 10:16       | 10:10  | X               | 23:10 |
| 6    | Kongo-Brazzaville | 5   | 0 | 0 | 5 | 46  | 159 | 0     |  | 11:30         | 9:39                                            | 6:28        | 10:39  | 10:23           | X     |

## Landhockey
Damer
| Placering | Lag             | Spelade | W | D | L | GF | GA | Poäng |
| --------- | --------------- | ------- | - | - | - | -- | -- | ----- |
| 1         | Zimbabwe        | 5       | 3 | 2 | 0 | 13 | 4  | 8     |
| 2         | Tjeckoslovakien | 5       | 3 | 1 | 1 | 10 | 5  | 7     |
| 3         | Sovjetunionen   | 5       | 3 | 0 | 2 | 11 | 5  | 6     |
| 4         | Indien          | 5       | 2 | 1 | 2 | 9  | 6  | 5     |
| 5         | Österrike       | 5       | 2 | 0 | 3 | 6  | 11 | 4     |
| 6         | Polen           | 5       | 0 | 0 | 5 | 0  | 18 | 0     |

## Modern femkamp
Herrarnas individuella tävling
- Milan Kadlec — 5229 poäng, 8:e plats
- Jan Bártů — 5158 poäng, 16:e plats
- Bohumil Starnovský — 4952 poäng, 26:e plats

Herrarnas lagtävling
- Kadlec, Bártů och Starnovský — 15339 poäng, 6:e plats